# Erik Puchajew
Erik Gieorgijewicz Puchajew (ros. Эрик Георгиевич Пухаев; ur. 5 maja 1957 w Schliti) – osetyński nauczyciel, urzędnik i polityk, premier Osetii Południowej od 16 maja 2017 do 29 sierpnia 2020, wicepremier od 2014 do 2017.
Pracował w fabryce konserw w Cchinwali. W 1982 ukończył Osetyjski Instytut Pedagogiczny z uprawnieniami do nauczania matematyki i fizyki. W 2005 został szefem urzędu statystycznego w nieuznawanej Osetii Południowej. W 2014 został wicepremierem. 16 maja 2017 powołany na stanowisko premiera Osetii Południowej.
Żonaty, ma trójkę dzieci. Nagrodzony medalami Za Zasługi dla Pracy i Za Zasługi dla Rozwoju Współpracy z Naddniestrzem.